# Schizophrenic Prayer
Schizophrenic Prayer è un singolo del gruppo musicale polacco Riverside, pubblicato il 17 marzo 2008 come secondo estratto dal terzo album in studio Rapid Eye Movement.

## Descrizione
Quarta traccia dell'album, il brano si differenzia dai restanti presenti in Rapid Eye Movement per le sonorità atipiche, caratterizzate da una riff di chitarra acustica ispirata alla musica del Medio Oriente e da sperimentazioni vocali di Mariusz Duda. Inoltre, vi è la partecipazione del percussionista Artur Szolc.

A causa della natura sperimentale del brano, il singolo contiene b-side dalle sonorità simili, come Behind the Eyelids (rifacimento acustico di Beyond the Eyelids) e la strumentale Rapid Eye Movement, come spiegato da Duda in occasione della presentazione del singolo:

## Tracce
1. Schizophrenic Prayer (Album Version) – 4:19 (testo: Mariusz Duda – musica: Riverside)
2. Rainbow Trip – 6:06 (musica: Riverside)
3. Behind the Eyelids – 6:11 (testo: Mariusz Duda – musica: Riverside)
4. Rapid Eye Movement – 12:37 (musica: Riverside)
5. Schizophrenic Prayer (Remix) – 3:34 (testo: Mariusz Duda – musica: Riverside)
6. 02 Panic Room (Video) (testo: Mariusz Duda – musica: Riverside)

## Formazione
Gruppo
- Mariusz Duda – voce, basso, chitarra acustica
- Piotr Grudzinski – chitarra
- Piotr Kozieradzki – batteria
- Michal Lapaj – tastiera

Altri musicisti
- Artur Szolc – percussioni

Produzione
- Riverside – produzione
- Magda Srzedniccy – produzione, registrazione e ingegneria del suono presso i Serakos Studio, missaggio
- Robert Srzedniccy – produzione, registrazione e ingegneria del suono presso i Serakos Studio, missaggio
- Maciej Mularczyk – registrazione e ingegneria del suono presso i Toya Studio
- Grzegorz Piwkowski – mastering

## Classifiche
| Classifica (2008) | Posizione massima |
| ----------------- | ----------------- |
| Polonia (radio)   | 31                |